# Tomahawk (gruppo musicale)
I Tomahawk sono un supergruppo alternative rock sperimentale, formato negli Stati Uniti. Il gruppo venne creato nel 2000, quando il cantante dei Fantômas e Faith No More ed ex-Mr. Bungle Mike Patton e l'ex-chitarrista dei Jesus Lizard Duane Denison cominciarono ad incidere alcuni nastri con l'intenzione di una collaborazione. Duane Denison reclutò poi l'ex-batterista degli Helmet John Stanier (che Agli inizi del ventunesimo secolo suona anche coi Battles), mentre Mike Patton chiamò a suonare il bassista dei Melvins Kevin Rutmanis.

## Discografia

### Album in studio
- 2001 - Tomahawk
- 2003 - Mit Gas
- 2007 - Anonymous
- 2013 - Oddfellows
- 2021 - Tonic Immobility

### Raccolte
- 2012 - Eponymous To Anonymous

### Singoli
| Anno | Titolo          | Album di provenienza |
| ---- | --------------- | -------------------- |
| 2003 | Rape This Day   | Mit Gas              |
| 2007 | Sun Dance       | Anonymous            |
| 2012 | Stone Letter    | Oddfellows           |
| 2014 | M.E.A.T.        | –                    |
| 2021 | Business Casual | Tonic Immobility     |
| 2021 | Dog Eat Dog     | Tonic Immobility     |

## Formazione

### Formazione attuale
- Mike Patton - voce (2000-presente)
- Duane Denison - chitarra (2000-presente), basso (2007)
- Trevor Dunn - basso (2012-presente)
- John Stanier - batteria (2000-presente)

### Membri precedenti
- Kevin Rutmanis, basso (2000-2003)